# Hierden
Hierden is een dorp in de gemeente Harderwijk in de Nederlandse provincie Gelderland. Hierden heeft circa 3.425 inwoners. Hierden is een agrarisch dorp met een eigen karakter vanwege de vele Noord-Veluwse boerderijen. Het dorp geeft zijn naam aan de Hierdensche Beek.

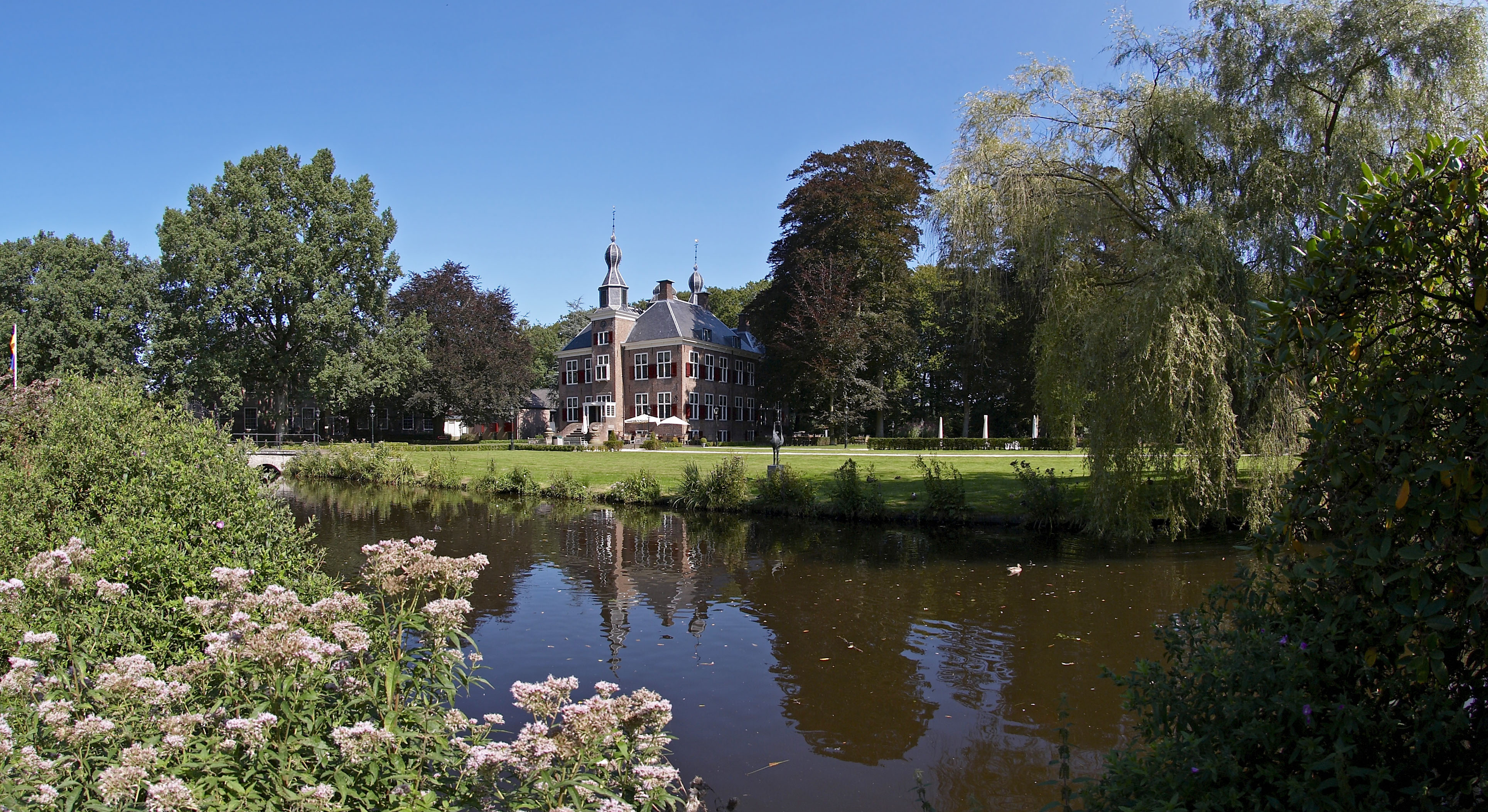
Kasteel De Essenburgh te Hierden

## Geschiedenis
Het dorp wordt in 1331 voor het eerst genoemd en is ontstaan uit verschillende buurtschappen in de stadslanderijen ten oosten van Harderwijk.
In januari 1871 landde hier de bemande luchtballon Le Steenackers. De ballon was opgestegen aan de Gare du Nord in Parijs, en was een van de ballons waarmee men tijdens het Beleg van Parijs probeerde post over de vijandelijke Pruisische linies te krijgen.

## Bekende personen

### Geboren
- Gebroeders Brouwer (Henk Brouwer 1946-1999, Rende Brouwer 1942), trompetduo.
- Henk Timmer (3 december 1971), voetballer (doelman).
- Jan Bos (29 maart 1975), schaatser.
- Theo Bos (22 augustus 1983), wielrenner.

### Woonachtig (geweest)
- Koos Alberts, zanger (1947-2018)
- Vilmos Huzar, kunstenaar en verzetsheld (1884-1960)
- Martijn Kleermaker, darter[4]
- Willem Duk, hoogleraar staatsrecht (1918-2012)
- Mart Stam, architect en ontwerper (1899-1986)
- Tineke Wibaut-Guilonard, sociologe en verzetsstrijdster (1922-1996)
- Christianne van der Wal, Minister voor Natuur en Stikstof (1973)
- Ton F. van Dijk, journalist en omroepbestuurder (1962)